# Sant Salvador de Gra
L'església parroquial de Sant Salvador de Gra és a ponent de Gra, poble del terme de Torrefeta i Florejacs (Segarra), situat a la vall del torrent del Passerell. És una obra inclosa a l'Inventari del Patrimoni Arquitectònic de Catalunya.

## Història

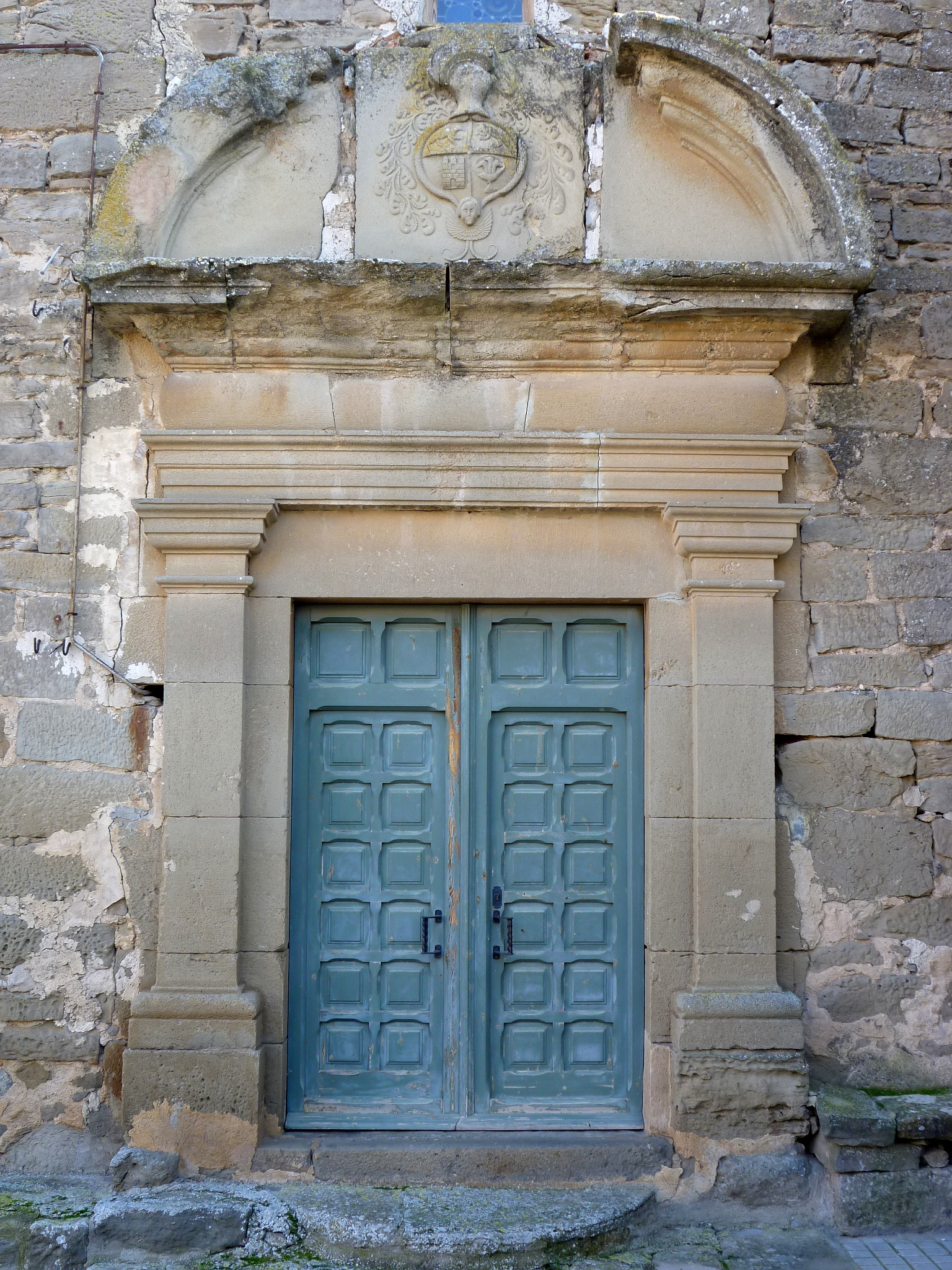
Església parroquial de Sant Salvador de Gra: portal d'estil classicista

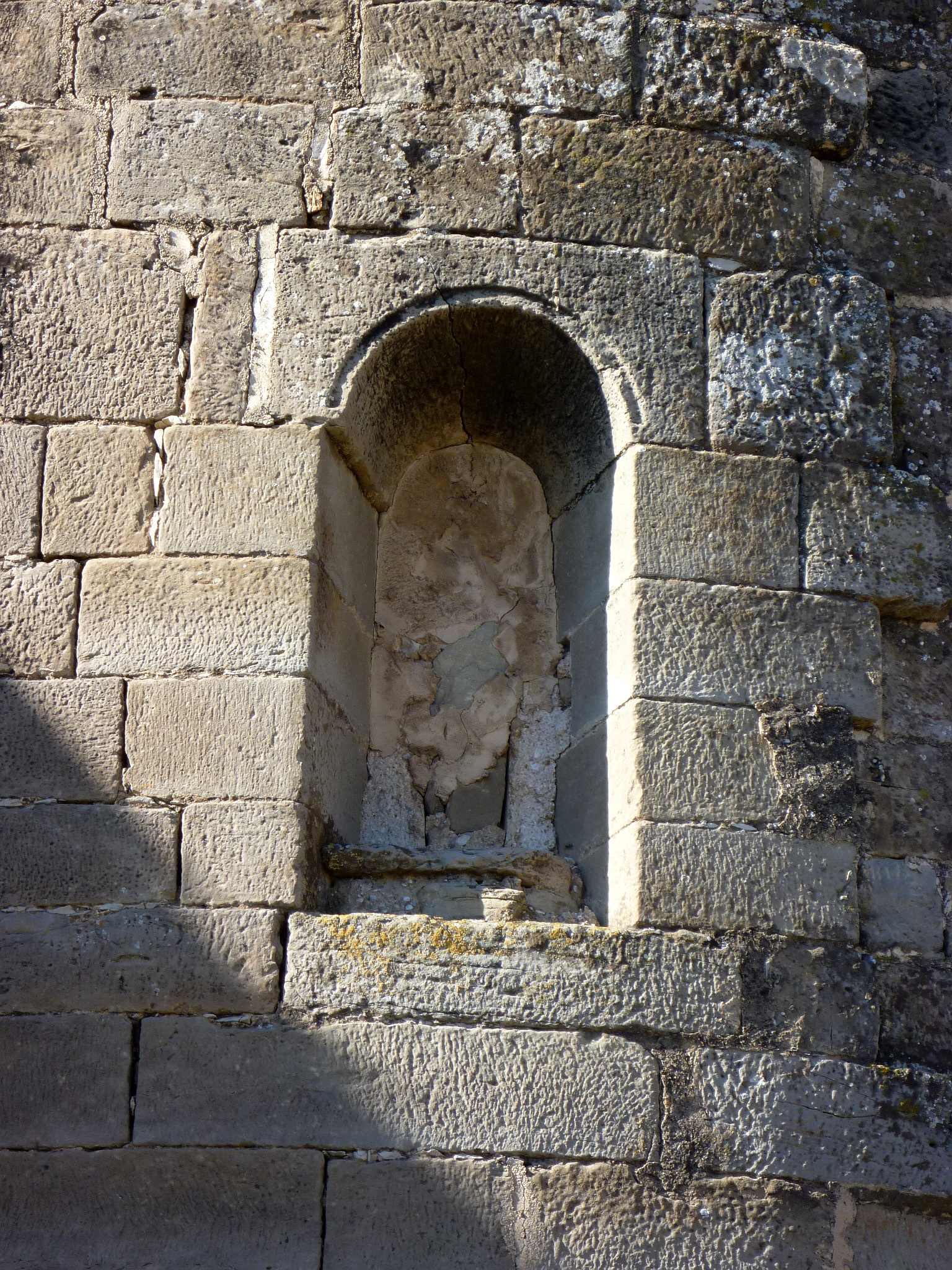
Església parroquial de Sant Salvador de Gra: finestra a l'absis

L'indret de Gra és documentat des del segle xi (1031), en què el bisbe Ermengol d'Urgell llegà un alou que tenia a Torrefeta, el qual limitava a ponent amb el terme «Craza». La primera notícia documentada de l'església de Gra correspon al 15 de setembre de 1098, en l'acta de consagració de Santa Maria de Guissona; segons aquest document els bisbes consagrants, Ot de la Seu, Folc de Barcelona i Ponç de Roda, confirmaren a l'esmentada canònica els delmes, les primícies, les oblacions i els drets de defunció del terme de «Grada». Al segle xvi s'instituí la capella del Roser, on es venera una imatge d'aquesta Verge. El 1758, el bisbe d'Urgell efectuà una visita pastoral a l'església de Sant Salvador de Gra, sufragània de Guissona. En un inventari de Gra del 1868 hi constaven dues imatges de la Verge del Roser.

## Arquitectura
És un edifici d'una sola nau, que mesura a l'interior 15,30 m de llarg per 9,75 d'ample, coberta amb volta de canó reforçada per arcs torals i capçada a llevant per un absis de planta semicircular, cobert amb volta de quart d'esfera. El transsepte s'uneix amb la nau mitjançant uns arcs formers de mig punt. A la nau es poden observar diferents moments constructius d'aquesta església, sent el més primitiu el que correspon a un cos de planta rectangular i a l'absis, d'estil romànic. En èpoques posteriors s'anaren obrint els murs laterals per encabir diferents capelles.
A la façana ponentina hi ha el portal d'accés, d'estil classicista, emmarcat per dues pilastres sobre podi i entaulament amb frontó semicircular trencat per un blasó al centre, i al seu damunt, una finestra rectangular; ambdós elements són fruit d'una reforma del segle xviii. A l'angle nord-oest de l'edifici hi ha adossat el campanar, de planta quadrada i quatre ulls, alineat al pla de la façana i construït al segle XIX; en la unió del campanar amb la coberta de la nau hi ha una motllura que ressegueix el campanar a manera de cornisa. Tan sols dues finestres més al mur sud il·luminen l'interior de la nau; l'una amb arc de mig punt monolític, es troba a l'absis, i l'altra, quadrada i petita és al mur nord.
L'aparell és de grans carreus regulars a les cantonades i de carreus i carreuons als murs de l'edifici, en general regulars i amb tendència a la uniformitat, cosa que fa pensar en una datació del segle xii.